# Have a Nice Day (Stereophonics)
Have a Nice Day is een nummer van de Britse band Stereophonics uit 2001. Het is de tweede single van hun derde studioalbum Just Enough Education to Perform.
"Have a Nice Day" werd een grote hit in thuisland het Verenigd Koninkrijk en haalde er de 5e positie in de UK Singles Chart. In Nederland werd de plaat veel gedraaid op o.a. Radio 538 en Radio 3FM en werd een grote radiohit, maar in de hitlijsten deed de plaat het minder goed. De single bereikte slechts de 40e positie in de Nederlandse Top 40 en de 84e positie in de Mega Top 100.